# Cybaeus sinuosus
Espèce
Cybaeus sinuosus est une espèce d'araignées aranéomorphes de la famille des Cybaeidae.

## Distribution
Cette espèce est endémique du Canada. Elle se rencontre en Colombie-Britannique et en Alberta.

## Publication originale
- Fox, 1937 : Notes on North American agelenid spiders. The Canadian Entomologist, vol. 69, p. 174-177.